# São Miguel do Mato (Vouzela)
São Miguel do Mato es una freguesia portuguesa del concelho de Vouzela, con 9,11 km² de superficie y 1.128 habitantes (2001). Su densidad de población es de 123,8 hab/km².

## Galería

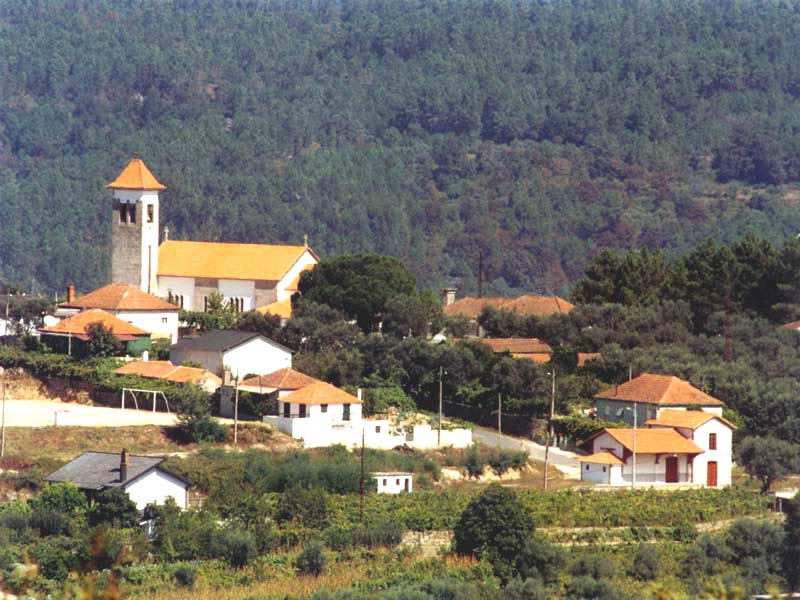
Vista Parcial de São Miguel do Mato